# Poljska književnost
Poljska književnost se je začela razvijati v okviru cerkvenega krščanskega pismenstva v latinščini. Dalje se je razvijala v srednjem veku z nastankom Univerze v Krakovu. Sledilo je obdobje humanizma in renesanse, ko nastopi zlata doba poljske književnosti v 16. stoletju. Razvijala se je na križišču dveh kultur, zahodnoevropske - rimske in vzhodnoevropske - bizantinske. Ozemlje Poljske je bilo tudi na območju germanskih kot baltoslovanskih ekspanzivnih teženj. Poljska književnost se je ves čas vključevala v evropske duhovne in literarne tokove ter se postavljala ob bok drugim velikim evropskim narodom.

## Srednji vek in pismenstvo
Vladar poljskih plemen kralj Mieško I. je v 10. stoletju prevzel krščansko vero, s tem je zaustavil nadaljevanje osvajalskih germanskih pohodov na poljsko ozemlje in ustvaril pogoje za nastanek samostojnega poljskega kraljestva. S prevzemom krščanstva je postala latinščina jezik omike, znanj in cerkvenega pismenstva. Enako velja tudi za univerzo v Krakovu, ki je bila ustanovljena leta 1364 in spada med najstarejša središča znanosti v Evropi. Dela pomembnih poljskih srednjeveških in kasnejših piscev so bila zato napisana v latinščini. Takšni pisci so bili: 
- Jan Długosza (1415-1480)- zgodovinar,
- Nikolaj Kopernik (1473-1543)- astronom,
- Klemen Janicki (1516-1543)- pesnik.

Prvi zapisi v poljščini segajo v 12. stoletje, prvi daljši teksti - pisani spomeniki pa v 13. stoletje, ko so se za cerkvene potrebe vse pogosteje uporabljala domača poljska narečja. Najpomembnejši poljski pisani spomeniki so:
- Bogorodica- (Bogurodzica),
- Gnjeznenske pridige,
- Florjanski psalter- (prevod biblijskih psalmov),
- Biblija za kraljico Zofijo- Biblia Krolowej Zofii- (prevod katoliške biblije za kraljico Zofijo),
- Pogovor magistra Polikarpa- (posvetno, humoristično-satirično napisana pesnitev iz 15. stoletja),
- Slotova smrt- (primer poljske dvorske poezije).

## Humanizem in reformacija
V 16. stoletju je poljsko kraljestvo doseglo vrhunec, obsegalo je Poljsko in Veliko litovsko kneževino z Ukrajino, kjer je imelo plemstvo z različnimi jezikovnimi in verskimi ozadji enake pravice. Konec 16. stoletja je postala Poljska republikanska monarhija z velikimi privilegiji plemstva - šlahte, ki je volilo kralja. Pod vplivom humanizma, naraščajoče izobraženosti plemstva in reformacije je to Zlata doba poljske književnosti. Poljaki so med slovanskimi narodi med prvimi ustvarili bogato posvetno književnost in utemeljili enoten knjižni jezik. Za utemeljitelja poljskega leposlovja velja Mikolaj Rej - (1505-1569), ima podobno vlogo kot pri Slovencih Primož Trubar. Bil je kalvinist in je pod vplivom reformacijskega pogleda na pisanje pisal izključno v domači poljščini. Njegova satirična in moralistična dela so napisana v humanističnem in reformacijskem duhu. Napisal je pomembna pripovedna dela. V tem obdobju je nastopil tudi Jan Kochanowski (1530-1584), odličen humanistično izobražen in svetovljanski plemič, velja za prvega pravega poljskega pesnika. Spada v sam vrh evropske renesančne poezije. Med zelo pomembnimi pisatelji iz tega obdobja so bili še Marcin Bielski (1495-1575) - zgodovinar, Andrzej Frycz Modrzewski (1503-1572)- humanist, njegov politični nasprotnik Stanisław Orzechowski (1513-1566)- politični pisatelj in Piotr Skarga (1536-1612)- jezuitski pridigar.

## Barok in razsvetljenstvo
Obdobje 17. stoletja je čas cvetočega baročnega pesništva- posvetne vsebine, neklerikalne, erotične poezije, katero so pisali pesniki:
- Jan Andrzej Morsztyn- (1621 - 1693), dvorni pesnik, pisal po francoskih vzornikih,
- Wacław Potocki- (1621 - 1696), pesnik, epik, satirik, moralist,
- Daniel Naborowski- (1573 - 1640), pionir poljskega baroka, pisec posvetne poezije.

Prav tako pa so v tem času nastopili nekateri strogo katoliški pesniki na drugi strani, kot so:
- Wespazjan Kochowski- (1630 - 1700), pesnik- več pesmi je posvetil Mariji,
- Jan Chryzostom Pasek- (1636 - 1701), pisec proze in spominov,
- Krzystof Zawisza- (1666 - 1721),
- Benedikt Chmiełowski- prvi poljski enciklopedist v 18. stoletju.

## Klasicizem
Sredi 18. stoletja je na Poljskem zaživel klasicizem, prežet s tipičnim razsvetljenstvom s treznim , sintetičnim slogom, kateri se pojavi v poljski književnosti. Vztrajal je prva desetletja 18. stoletja, njegovi glavni nosilci pa so v nasprotju z ostalimi deli Evrope, del razsvetljenega nižjega plemstva in duhovščine. Sredeišče kulturnega življenja se je preneslo v Varšavo. Osrednja osebnost poljskega razsvetljenstva je bil škof Ignacy Krasicki-(1735 - 1801), enciklopedist, satirik, pisec epskih in domoljubnih pesmi ter proze. Pomembna sta bila še Stanislaw Trzebecki- (1739 - 1812), največji klasicistični pesnik in Franciszek Zablocki- (1750 - 1821), razsvetljenec- dramatik. V 18. stoletju je Poljska v fevdalnih vojnah izgubljala ozemlje za ozemljem, moč poljskega plemstva je hitro slabela in po neuspelem uporu je bila Poljska leta 1785 razkosana med Rusijo, Avstrijo in Prusijo, kar je pustilo tudi močan vpliv v poljski književnosti. 

## Poljska romantika
Ob koncu klasicizma se v poljski književnosti pojavi svojski stil sentimentalizem, ki uvede v književnost pomen čustvovanja, nežnosti, občutja srca, doživljanja narave, to je obdobje predromantike. Glavni pisci tega obdobja so bili:
- Franciszek Karpiński- (*1741 - 1825)- poljski pesnik srca,
- Wojciech Bogusławski- (*1757 - 1829)- pisec spevoiger in meščanskih dram, oče poljskega gledališča,
- Julian Ursyn Niemcewicz- (*1757 - 1841) - pesnik, dramatik, pripovednik, najpomembnejši pisec Predromantike.

Romantika se prične s tremi velikimi imeni poljske književnosti, to so:
- Adam Mickiewicz- (1798 - 1855), je največji poljski romantik, njegova najbolj znana dela so, Krimski soneti, Gospod Tadej- (prava enciklopedija vsakdanjega staropoljskega življenja).
- Juliusz Słowacki- (1809 - 1849), lirik, ustvarjalec novih dramskih oblik z bogatim muzikalnim jezikom,
- Zygmunt Krasiński- (1812 - 1883), narodni vizionar, pomemben romantični dramatik,

Pomembni romantiki so še;
- Jozef Korzeniowski- (1797 - 1863), romanopisec,
- Henryk Rzewuski- (1781 - 1866), romanopisec,
- Alexsander Fredro- (1793 - 1876), dramatik,

Postromantiko predstavlja zelo samosvoj pesnik;
- Cyprian Kamil Norwid- (1821 - 1883), pesnik, uvedel je za tedanji čas zelo drzne slogovne oblike in zapletene, refleksivne misli.

S temi pisci se poljska književnost uvrsti med najvidnejše svetovne književnost. Poljska romantična poezija je prinesla s seboj posebno značilnost mesianizem. Po Napoleonovih vojnah je bila Poljska ponovno razkosana med Rusijo, Prusijo in Avstrijo, Poljaki pa so postali narodno brezpravni, izobraženci in revnejši del plemstva je bežal v tujino, zlasti še v Pariz. Pariz je tako postal kulturno jedro poljske emigracije, ki je preživela romantiko in imela kasneje pomemben delež ter vpliv v poljski književnosti vse do padca komunizma. Tu so se v prvi polovici 19. stoletja izoblikovale ideje, katere je širil mistik A. Towianski, o posebnem odrešilnem pomenu, ki naj bi ga imel trpeči poljski narod za slovanske narode, pa tudi za Evropo. Poljski- slovanski mesianizem je najbolj izražen v romantični poeziji, pustil je močan pečat na poljski književnosti vse do postmoderne dobe.

## Realizem
Po propadu vsenarodne vstaje Poljakov proti Rusom leta 1863, je na Poljskem nastopilo obdobje vsenarodnega zatiranja. Nastopi pa tudi pospešeni gospodarski razvoj meščanske družbe. Del meščanstva je razvil svoj družbeni in ekonomski program, utemeljen na pozitivistični filozofiji, obsojanju plemstva zaradi propadlega upora, zagovarjanju razvoja kapitalizma, širjenju prosvete, uvedbi demokratičnih svoboščin in enakopravnosti vseh državljanov. Književnost naj bi poveličevala tehnični razvoj in bila nosilec novega reda, to naj pripomore k obnovi družbe iz temelja. Nastopijo tendenčni pisatelji, ki slepo sledijo novemu programu. Pojavijo pa se tudi velika imena poljskega kritičnega realizma, to so:
- Boleslav Prus- (1854 - 1912),
- Eliza Orzeszkowa- (1841 - 1912), pisateljica,
- Maria Konopnicka- (1852 - 1910), pesnica,

Konec 19. stoletja so zasloveli s svojo priljubljenostjo in prevodi zgodovinski romani Poljskega pisatelja Henryka Sienkiewicza, ki je kasneje leta 1905, kot prvi Poljak prejel Nobelovo nagrado za književnost.

## Književnost 20. stoletja
Na prelomu stoletja, se na poljskem razvije močno gibanje književnikov, poimenovano Mlada Poljska, idejno zelo raznoliko. Delovalo je pod močnim vplivom francoske- nove romantike, simbolizma in dekadence. V tem času so nastopili pisci kot so:
- Stanislaw Przybyszewski- (1868 - 1927), romanopisec, dramatik in esejist,
- Stanislaw Wyspianski- (1869 - 1907), dramatik,
- Stefan Źeromski- (1864 - 1925), pripovednik in simbolist,
- Wladislaw Stanislaw Reymont- (1867 - 1925), naturalist, drugi Poljak, dobitnik Nobelove nagrade za književnost-(leta 1924), za epopejo Kmetje
- Leopold Staff- (1878 - 1957), pesnik,
- Boleslav Leśmian- (1878 - 1937), simbolist, ekspresionist,

### Obdobje druge svetovne vojna
V obdobju druge svetovne vojne je bila poljska književnost ponovno močno prizadeta saj je lahko delovala zgolj ilegalno. V tem obdobju so zlasti pomembni trije mladi nadarjeni pesniki, to so:
- Krzysztof Kamil Baczyński- (1921 - 1944),
- Tadeusz Gajcy- (1922 - 1944),
- Tadeusz Borowski- (1922 - 1951),

Njihova poezija odseva vso tesnobo in grozovitost vojne na Poljskem.

### Povojno obdobje
Vzpon komunizma po drugi svetovni vojni je uvedel v poljsko književnost socrealistične teme. Opaznejši in mednarodno priznani pisci iz tega obdobja so:
- Jerzy Andrzejewski (1909 - 1983),
- Stanislaw Dygat (1914 - 1978),
- Kazimierz Brandys (1916 - 2000)

### Obdobje po letu 1965
Po neuspelem uporu Poljakov proti Sovjetski zvezi- leta 1956, se je zanimanje Poljakov v književnosti obrnilo proč od socrealizma in se bolj ali manj odkrito ozrlo na zahod. Prevladovati so začele različne filozofske teme. Med uveljavljene književnike tega obdobja spadajo sledeči:
- Roman Bratny- (1921 - 2017),
- Andrzej Szczypiorski- (1924 - 2000),
- Tadeusz Konwicki- (1926 - 2015),
- Stanislaw Jerzy Lec- (1909 - 1966),
- Czeslaw Miłosz- (1911 - 2004), Nobelov nagrajenec za književnost leta 1980,
- Anna Kamieńska- (1920 - 1986),
- Julia Hartwig- (1921 - 2017), pesnica, esejistka, prevajalka,
- Tymoteusz Karpowicz- (1921 - 2005), pesnik, prozaist, dramatik, prevajalec,
- Tadeusz Różewicz- (1921 - 2014), najpomembnejši pesnik,
- Stanisław Lem (1921 - 2006), pisatelj znanstvene fantastike, filozof in futurolog
- Miron Białoszewski- (1922 - 1983),
- Zbigniew Herbert- (1924 - 1998), dobitnik nagrade Vilenica- 1991
- Wisława Szymborska- (1923 - 2012), pesnica, esejistka, literarna kritičarka, Nobelova nagrajenka za književnost,
- Sławomir Mrożek- (1930 - 2013), emigrantski pisatelj, dramatik, pisec grotesk,

## Sodobna poljska književnost
Po padcu železne zavese, se je poljska književnost ponovno razživela in ustvarja dela, ki so zanimiva ter priljubljena. Danes ustvarjajo to književnost pisci kot so:
- Andrzej Mularczyk- (*1930 -), pisatelj, scenarist ...
- Ryszard Kapuściński- (1932 - 2007),
- Marek Nowakowski- (*1935 -),
- Jarosław Marek Rymkiewicz- (*1935 -),
- Henryk Grynberg- (*1936 -),
- Hanna Krall- (*1937 -),
- Ryszard Marek Groński- (*1939 -)
- Adam Zagajewski- (*1945 -), dobitnik nagrade Vilenica- leta 1996,
- Ewa Lipska- (*1945 -),
- Stefan Chwin- (*1949 -),
- Antoni Libera- (*1949 -),
- Jerzy Pilch- (*1952 -),
- Marek Bieńczyk- (*1956 -),
- Natasza Goerke- (*1962 -),
- Manuela Gretkowska- (*1964 -),
- Krzysztof Varga- (*1968 -),
- Marcin Świetlicki- (*1961 -),
- Jacek Podsiadło- (*1962 -),
- Marzanna Bogumila Kielar- (*1963 -),
- Andrzej Stasiuk- (*1960 -), dobitnik nagrade Vilenica- 2008
- Olga Tokarczuk- (*1963 -), dobitnica nagrade Vilenica- 2013
- Adam Wiedemann- (*1967 -), in ... mnogi drugi

## Poljske nagrade za književnost
Na Poljskem podeljujejo nekaj prestižnih nagrad pesnikom , pisateljem, dramatikom za ustvarjena dela v poljskem jeziku. To so sledeče nagrade:
- Nagrada Nike,
- Nagrada fondacije Kościelscy,
- Nagrada Gdynia,
- Srednjeevropska literarna nagrada angelus,
- Nagrada mesta Vroclav za poezijo- SILESIUS,...